# نمط الإنتاج الرأسمالي
في نقد كارل ماركس للاقتصاد السياسي والتحليل الماركسي اللاحق يشير نمط الإنتاج الرأسمالي إلى أنظمة تنظيم الإنتاج والتوزيع في المجتمعات الرأسمالية. تحصيل المال الخاص في أشكاله المختلفة (التأجير، المصارف، التبادل التجاري والإنتاج من أجل الربح، إلخ.) سبقت تطور نمط الإنتاج الرأسمالي. إن نمط الإنتاج الرأسمالي الحق، الذي يعتمد على العمل المأجور والملكية الخاصة لوسائل الإنتاج وعلى التكنولوجيا الصناعية، بدأ ينمو بسرعة في أوروبا الغربية منذ الثورة الصناعية، وامتدت وقت لاحق إلى معظم أنحاء العالم.
يتميز نمط الإنتاج الرأسمالي بالملكية الخاصة لوسائل الإنتاج، استخراج الطبقة المالكة لفائض القيمة بغرض تراكم رأس المال، العمل المأجور، وعلى الأقل بالنسبة للسلع، كونه يستند إلى اقتصاد السوق.

## ملخص
«نمط الإنتاج» (بالألمانية: Produktionsweise) يعني ببساطة «طريقة مميزة للإنتاج» التي يمكن أن تعرف من حيث كيفية تنظيمها اجتماعيا وما هي أنواع من التقنيات والأدوات المستخدمة. في ظل نمط الإنتاج الرأسمالي،
- كل من مدخلات ومخرجات الإنتاج هي بالأساس سلع وخدمات مسعّرة يملكها القطاع الخاص، تشترى في السوق.
- ويتم الإنتاج من أجل التبادل والتداول في السوق، بهدف الحصول على دخل صافي الربح منه.
- ملّاك وسائل الإنتاج (الرأسماليين) يشكلون الطبقة المهيمنة (البرجوازية) الذين يستمدون دخلهم من الفائض المنتج الذي ينتجه العمال ويستولي عليه الرأسماليين بدون تحفظ.
- السمة المميزة للرأسمالية هي الاعتماد على العمل المأجور لشريحة كبيرة من السكان؛ وتحديدا الطبقة العاملة (البروليتاريا) التي لا تملك رأس المال ويجب عليها العيش من بيع قوة العمل مقابل الأجر.

قد يتواجد نمط الإنتاج الرأسمالي داخل المجتمعات باختلاف النظم السياسية (مثل الديمقراطية الليبرالية، الديمقراطية الاشتراكية، الفاشية، الدول الشيوعية، القيصرية)، جنبا إلى جنب مع مختلف البنى الاجتماعية مثل القبلية، نظام الطبقات، مجتمع قروي زراعي مع مجتمع صناعي حضري ومجتمع ما بعد الصناعة. على الرغم من أن الرأسمالية سبق وكانت موجودة في شكل النشاط التجاري، المصرفي، تأجير الأراضي والتصنيع على نطاق صغير في المراحل السابقة من التاريخ، فقد كان عادة نشاطا ثانويا نسبيا مقابل أشكال التنظيم الاجتماعي والإنتاج المهيمنة، حيث حافظ نظام الملكية السائد على التجارة ضمن حدود واضحة.